# کینگزنورث
کینگزنورث (به انگلیسی: Kingsnorth) یک روستا و محله مدنی در بریتانیا است که در Ashford واقع شده‌است. کینگزنورث ۱۲٫۴۶ کیلومتر مربع مساحت و ۱۱٬۲۴۳ نفر جمعیت دارد.